# Buck Henry
Buck Henry, właśc. Henry Zuckerman (ur. 9 grudnia 1930 w Nowym Jorku, zm. 8 stycznia 2020 w Los Angeles) – amerykański aktor, scenarzysta i reżyser filmowy oraz pisarz. Był dwukrotnie nominowany do Oscara; za reżyserię (wspólnie z Warrenem Beatty) filmu Niebiosa mogą zaczekać (1978) oraz za scenariusz (wspólnie z Calderem Willinghamem) do filmu Absolwent (1967; reż. Mike Nichols).

## Filmografia
jako scenarzysta:
- Absolwent (1967)
- Candy (1968)
- Puchacz i Kotka (1970)
- Paragraf 22 (1970)
- No i co, doktorku? (1972)
- Dzień delfina (1973)
- Protokół (1984)
- Za wszelką cenę (1995)
- Romanssidło (2001)

jako reżyser:
- Niebiosa mogą zaczekać (1978); wspólnie z Warrenem Beatty
- First Family (1980)

jako aktor:
- Absolwent (1967) jako recepcjonista w hotelu
- Candy (1968) jako chory umysłowo pacjent
- Tajna wojna Harry’ego Frigga (1968) jako komendant
- Paragraf 22 (1970) jako płk. Korn
- Odlot (1971) jako Larry Tyne
- Człowiek, który spadł na ziemię (1976) jako Oliver Farnsworth
- Niebiosa mogą zaczekać (1978) jako The Escort
- Gloria (1980) jako Jack Dawn
- Aria (1987) jako Preston
- Ciotka Julia i skryba (1990) jako ojciec Serafim
- Numer nie z tej ziemi (1991) jako Cecil
- W obronie życia (1991) jako Dick Stanley
- Gracz (1992) – w roli siebie samego
- Na skróty (1993) jako Gordon Johnson
- I kowbojki mogą marzyć (1993) jako dr Dreyfuss
- Dwaj zgryźliwi tetrycy (1993) jako Elliott Snyder
- Za wszelką cenę (1995) jako pan Finlaysson
- Blondynka (1997) jako dr Leuter
- Goście z zaświatów (1999) jako Charles Van Allsburg
- Śniadanie mistrzów (1999) jako Fred T. Barry
- Romanssidło (2001) jako Suttler
- Igraszki losu (2001) jako kupujący rękawiczki w Bloomingdale
- Ujęcie (2004) jako Lonnie Bosco